# MCC Tri-Nation Series 2018
Die MCC Tri-Nation Series 2018 war ein Drei-Nationen-Turnier, das am 29. Juli 2018 in England im Twenty20-Cricket ausgetragen wurde. Bei dem zur internationalen Cricket-Saison 2018 gehörenden Turnier nahmen neben dem Gastgeber die Mannschaften aus den Niederlanden und Nepal teil. Das Turnier wurde durch Nepal gewonnen.

## Vorgeschichte
Für alle Mannschaften its es die erste Tour der Saison. Das Spiel zwischen den Niederlanden und Nepal wird vom ICC als offizielles Twenty20-Spiel gezählt.

## Format
In einer Gruppe spielt jede Mannschaft gegen jede einmal. Für einen Sieg gibt es zwei, für ein Unentschieden oder No Result einen Punkt. Der Gruppensieger ist der Sieger des Turniers.

## Stadion
| Stadion               | Stadt  | Kapazität | Spiele      |
| --------------------- | ------ | --------- | ----------- |
| Lord’s Cricket Ground | London | 30.000    | 1.–3. Spiel |

## Kaderlisten
Nepal benannte seinen Kader am 18. Juli 2018. Marylebone benannte seinen Kader am 20. Juli 2018. Die Niederlande benannten ihren Kader am 23. Juli 2018.
| Twenty20 | Twenty20 | Twenty20 |
| Marylebone | Niederlande | Nepal |
| --- | --- | --- |
| - Mahela Jayawardene (K) - Kashif Ali - Ian Bell - Dylan Budge - Varun Chopra - Matt Coles - Nick Compton - Daniel Douthwaite - Alasdair Evans - James Foster (wk) - Dominic Manthorpe - Peter Moor - Ben Sears - Tom Smith - Jonathan Trott - Mark Watt | - Pieter Seelaar (K) - Wesley Barresi - Ryan ten Doeschate - Scott Edwards (wk) - Clayton Floyd - Fred Klaassen - Bas de Leede - Paul van Meekeren - Max O’Dowd - Hidde Overdijk - Michael Rippon - Shane Snater - Antonius Staal - Tobias Visée | - Paras Khadka (K) - Dipendra Singh Airee - Lalit Bhandari - Shakti Gauchan - Karan KC - Sompal Kami - Subash Khakurel (wk) - Rohit Kumar - Sandeep Lamichhane - Gyanendra Malla - Lalit Rajbanshi - Basanta Regmi - Anil Sah - Aarif Sheikh - Sharad Vesawkar |

## Spiele
Tabelle
| Teams       | Sp. | S | N | U | R | NR | BP | Punkte | NRR    |
| ----------- | --- | - | - | - | - | -- | -- | ------ | ------ |
| Nepal       | 2   | 1 | 0 | 0 | 0 | 1  | 0  | 3      | +0.410 |
| Niederlande | 2   | 1 | 0 | 0 | 0 | 1  | 0  | 3      | +1.667 |
| Marylebone  | 2   | 0 | 2 | 0 | 0 | 0  | 0  | 0      | −2.365 |

Sieg: 2 Punkte; Remis: 1 Punkte
Spiele
| 29. Juli Scorecard | London (Lord’s) | Niederlande 72-3 (6/6)          | – | Marylebone 62-2 (6/6) |
|                    |                 | Niederlande gewinnt mit 10 Runs |   |                       |

| 29. Juli Scorecard | London (Lord’s) | Marylebone 40-4 (6/6)       | – | Nepal 41-1 (4.1/6) |
|                    |                 | Nepal gewinnt mit 9 Wickets |   |                    |

| 29. Juli Scorecard | London (Lord’s) | Niederlande 174-4 (16.4/18) | – | Nepal |
|                    |                 | No Result                   |   |       |